# Vladan Kovačević
Vladan Kovačević (* 11. April 1998 in Banja Luka) ist ein bosnischer Fußballspieler. Der Torhüter steht seit 2024 bei Sporting Lissabon unter Vertrag und ist momentan an Legia Warschau verliehen.

## Karriere

### Vereine
Kovačević begann mit dem Vereinsfußball beim FK Željezničar Banja Luka, ehe er als Jugendlicher zum FK Sarajevo wechselte. 2017 rückte er als Ersatzmann von Bojan Pavlović in den Kader der in der Premijer Liga vertretenen ersten Mannschaft auf, ehe er im Saisonverlauf an den Zweitligisten FK Sloboda Mrkonjić Grad in die Erste Liga der Republika Srpska verliehen wurde. Nach seiner Rückkehr zum FK Sarajevo wurde er im Herbst 2018 zur Nummer eins zwischen den Pfosten. In der Spielzeit 2018/19 absolvierte er 30 der 33 Saisonspiele und gewann mit dem Klub seinen ersten Meistertitel. Zugleich erreichte er mit der Mannschaft im Landespokal das Finale, ein 3:0-Hinspielerfolg sowie eine 0:1-Rückspielniederlage gegen den NK Široki Brijeg bedeuteten den Titelgewinn und damit das Double. Im folgenden Jahr gewann er mit dem FK Sarajevo erneut die Meisterschaft und bestritt dabei 20 Saisonspiele, 2021 gewann er mit dem Klub nach zwei 0:0-Unentschieden im Elfmeterschießen gegen FK Borac Banja Luka erneut den Pokal.
Im Sommer 2021 wechselte Kovačević zum polnischen Erstligisten Raków Częstochowa. Hier lieferte er sich mit Kacper Trelowski zu Saisonbeginn ein Duell um den Platz im Tor, konnte sich letztlich durchsetzen und kam in 27 Ligaspielen zum Einsatz. Hinter Legia Warschau wurde er an der Seite von Mateusz Wdowiak, Torschützenkönig Ivi, Patryk Kun und Fran Tudor Vizemeister sowie nach einem 3:1-Endspielsieg über Lech Posen Pokalsieger, im Pokalwettbewerb hütete jedoch Trelowski das Tor. Im Juli 2022 verlängerte er seinen Vertrag mit Raków Częstochowa bis 2026. Im Sommer 2024 wechselte er zum portugiesischen Erstligisten Sporting Lissabon. Dieser verlieh ihn in der folgenden Winterpause nach nur zehn Pflichtspieleinsätzen zurück in die Ekstraklasa an Legia Warschau.

### Nationalmannschaft
Vom 26. März 2019 bis zum 13. Oktober 2020 bestritt Kovačević sechs Spiele für die bosnisch-herzegowinische U21-Nationalmannschaft.
Am 8. und 11. Juni 2019 wurde er für zwei Spiele im Rahmen der Qualifikation zur Europameisterschaft 2020 gegen Finnland und Italien erstmals in den Kader der A-Nationalmannschaft berufen, kam jedoch nicht zum Einsatz. Auch am 5. und 8. September 2019 gegen Liechtenstein und Armenien sowie am 29. März 2022 gegen Luxemburg gehörte er dem A-Kader an, wurde jedoch in allen Begegnungen abermals nicht eingesetzt.

## Erfolge
Raków Częstochowa
- Polnischer Meister 2023
- Polnischer Pokalsieger: 2022
- Polnischer Supercupsieger: 2021, 2022

FK Sarajevo
- Bosnisch-herzegowinischer Meister: 2019, 2020
- Bosnisch-herzegowinischer Pokalsieger: 2019, 2021